# 塞佛瑞斯

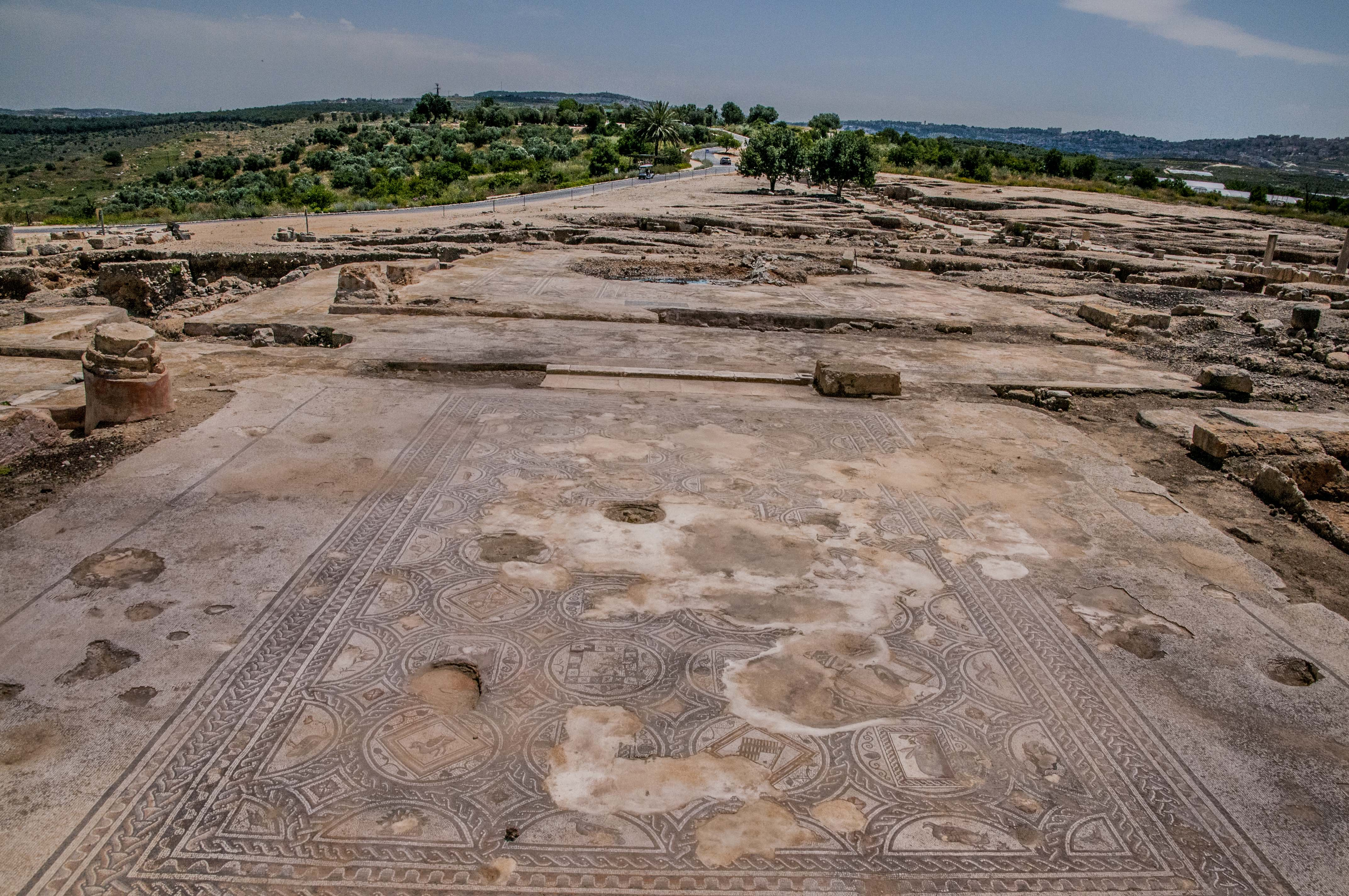
Seforis

塞佛瑞斯（希伯來語：צִפּוֹרִי, ציפורי），又被稱為西弗利斯（Sepphoris）、塞法里斯、色佛黎，提奧西西里亞（Dioceserea），西弗利亞（阿拉伯语：صفورية），以色列城市名，位於加利利地區，在拿撒勒北北西方六公里，是一個歷史古城。在這邊充滿了希臘化時代、羅馬、拜占庭、伊斯蘭時期、十字軍時期、阿拉伯帝國與奧圖曼土耳其帝國，不同時期的文化遺址。
它在基督教歷史中也有特別的地位，聖母馬利亞就出生在這個地方。